# Parque fotovoltaico El Romero
El parque fotovoltaico El Romero es una generadora de energía que transforma la luz solar en energía eléctrica. Está ubicada en el desierto de Atacama, en la comuna de Vallenar de la Región de Atacama y se extiende sobre una superficie de 280 ha. Inició su producción en noviembre de 2016.
Las instalaciones constan de 776.000 módulos fotovoltaicos de silicio policristalino que totalizan una superficie de captación solar de más de 1,5 millones de m², equivalente a 211 campos de fútbol que entregan una potencia nominal de 196 MW.
Por su tamaño es una de las diez mayores instalaciones fotovoltaicas en el mundo y la mayor de Latinoamérica hasta la fecha.